# Dogman (film)
Pour les articles homonymes, voir Dogman.
Cet article concerne le film de Matteo Garrone. Pour le film de Luc Besson, voir DogMan.
Pour plus de détails, voir Fiche technique et Distribution.
Dogman est un drame italien co-produit, co-écrit et réalisé par Matteo Garrone, sorti en 2018.
Le film se déroule dans un petit quartier d'une ville d’Italie. La terreur règne par Simoncino, un dealer que personne n’ose dénoncer par peur de représailles. Il force son ami d'enfance qu'il n'a pas revu depuis des années, Marcello, un homme sans histoires et frêle, à être son complice. Entre rapports hiérarchiques tendus et ventes de coke forcées, Marcello fait face à ses propres démons et se retrouve sous l'emprise d'un délinquant meurtrier.

## Synopsis
Marcello est un toiletteur pour chiens bien installé dans un quartier déshérité. Il a de bonnes relations avec les autres commerçants du quartier. 
Simoncino, son ancien ami, a recours à lui pour se procurer des doses de cocaïne. Il se montre également violent à l'égard des voisins ; ceux-ci renoncent à le dénoncer par peur des représailles, mais certains envisagent d'avoir recours à un tueur à gages.
Marcello, qui est très frêle, n'ose pas résister à Simoncino ; il le conduit, avec un autre homme, jusqu'à une villa qu'ils cambriolent. Sur le chemin du retour, l'un des deux complices raconte qu'il a fait taire le chien de la maison, un chihuahua, en l'enfermant dans le congélateur. Marcello revient alors sur place, escalade la façade et sauve le chien.
Simoncino oblige un soir Marcello à aller chercher de la drogue pour lui chez un fournisseur, dans un atelier de fabrication de mannequins. La discussion se passe mal et Simoncino passe à tabac le fournisseur ainsi que le collègue de ce dernier.
Durant la journée, Marcello continue à pratiquer son métier. Il aime sincèrement les chiens, au point de partager son repas du soir avec l'un d'entre eux. Divorcé, il s'occupe parfois de sa fille et l'emmène faire de la plongée sous-marine. Elle le soutient également dans un concours de toilettage de chiens où il finit troisième. 
Un jour, Simoncino découvre que la paroi qui sépare la boutique de Marcello de celle d'un acheteur d'or d'à côté sonne creux. Il force Marcello à lui confier un double de clé de sa boutique, revient pendant la nuit et cambriole la boutique du voisin. La police comprend ce qui s'est passé, mais Marcello refuse de dénoncer son camarade. La police le condamne ainsi à un an de prison ferme. Il passe une année en prison puis revient dans sa boutique, endurci mais mis à l'écart de la communauté le détestant à présent. Il tente d'obtenir sa part du butin afin de pouvoir partir au loin, mais Simoncino refuse. De dépit, Marcello endommage la moto de Simoncino avec une barre de fer. Celui-ci débarque le lendemain dans la boutique de Marcello et le frappe violemment, l'abandonnant sur le trottoir le visage en sang et le nez cassé.
Psychologiquement abusé, Marcello revient voir Simoncino et lui offre une dose de cocaïne de très haute qualité en présentant ses excuses. Il indique à Simoncino que les vendeurs de cette drogue vont venir dans sa boutique le soir-même et lui propose de leur dérober leur cargaison. Simoncino accepte et vient dans la boutique. Marcello le convainc d'entrer dans une grande cage de chien afin de se cacher, mais ferme la porte avec un verrou. Simoncino comprend qu'il s'est fait piéger, parvient à rompre la serrure mais est assommé par Marcello en sortant de la cage. Celui-ci le suspend alors à une chaîne accrochée au mur et, lorsque Simoncino essaie de l'étrangler, il l'étrangle à son tour avec la chaîne en voulant s'échapper.
Devenu fou et maintenant meurtrier, Marcello transporte le corps de Simoncino dans un terrain vague le long de la mer et commence à le faire brûler. Pris d'une hallucination, il court vers un terrain de foot où il voit ses commerçants jouer au foot, comme ils le faisaient parfois avec lui le soir. Il veut leur annoncer qu'il a libéré le quartier de l'homme qui les terrorisait, mais personne ne l'écoute. Il revient au bord de la mer, étouffe le feu et ramène le corps auprès du terrain de foot, mais en revenant, celui-ci est vide, comme toujours au petit matin. Marcello continue à porter le corps sur ses épaules et le dépose au milieu du quartier, à proximité de sa boutique. Assis dans un terrain de jeu abandonné, il attend que le jour se lève.

## Fiche technique
- Titre original et francophone : Dogman
- Réalisation : Matteo Garrone
- Scénario : Matteo Garrone, Ugo Chiti et Massimo Gaudioso
- Musique : Michele Braga
- Costumes : Massimo Cantini Parrini
- Photographie : Nicolaj Brüel (it)
- Montage : Marco Spoletini
- Production : Matteo Garrone
  - Coproduction : Jeremy Thomas, Jean Labadie et Paolo Del Brocco
- Sociétés de production : Archimede, en coproduction avec Rai Cinema et Le Pacte
- Sociétés de distribution : 01 Distribution (Italie) ; Le Pacte (France)
- Pays de production :  Italie
- Langue originale : italien
- Format : couleur
- Genre : drame
- Durée : 102 minutes
- Dates de sortie :
  - France : 16 mai 2018 (Festival de Cannes) ; 11 juillet 2018 (sortie nationale)
  - Italie : 17 mai 2018

## Distribution
- Marcello Fonte : Marcello
- Edoardo Pesce : Simoncino
- Alida Baldari Calabria : Alida
- Nunzia Schiano (it) : la mère de Simoncino
- Adamo Dionisi (it) : Franco
- Francesco Acquaroli : Francesco
- Gianluca Gobbi : le commerçant de quartier
- Aniello Arena : le commissaire de police

## Production

### Genèse et développement
Le réalisateur s'est inspiré librement d'un fait divers qui a défrayé la chronique en Italie, dans les années 1980 : « Un toiletteur pour chien nommé Pietro de Negri a tué de manière particulièrement cruelle un certain Giancarlo Ricci, ex-boxeur sorti de prison qui passait son temps à le martyriser ». Le générique de fin précise toutefois que le film doit être considéré comme une fiction et non comme une reproduction des faits.

### Tournage
Matteo Garrone a tourné à Castel Volturno, au nord de Naples dans la province de Caserte. La vaste place située devant la boutique du toiletteur est en fait la marina de San Bartolomeo à Villaggio Coppola (40° 58′ 26″ N, 13° 59′ 06″ E), dont les bassins étaient comblés au moment du tournage. Villagio Coppola est un site balnéaire construit par deux frères dans les années 1960 afin de reproduire sur la côte méditerranéenne le succès de la station de Rimini au bord de la mer Adriatique. Matteo Garrone a tourné au même endroit des scènes de ses films précédents L'Étrange Monsieur Peppino et Gomorra.

## Accueil critique
En France, Allociné propose une moyenne de 3,8⁄5 à partir de l'interprétation des critiques de presse recensées.
La presse est majoritairement convaincue par le film. Le Figaro souligne la performance d'acteur : « L'acteur Marcello Fonte est époustouflant de talent dans ce film du réalisateur de Gomorra. Il incarne avec subtilité et fragilité ce Charlot transalpin qui lui a valu le Prix d'interprétation masculine à Cannes. » Rolling Stone y voit « un regard en creux d’une Italie en proie aux interrogations les plus profondes et aux dérives qui peuvent en naître, qu’elle aime ou non les chiens… »

## Distinctions

### Récompenses
- Festival de Cannes 2018 : Prix d'interprétation masculine pour Marcello Fonte[6].
- Rubans d'argent 2018 : meilleur film, meilleur réalisateur et meilleur acteur
- David di Donatello 2018 : David di Donatello du meilleur film, du meilleur réalisateur, du meilleur acteur dans un second rôle, du meilleur scénario original, de la meilleure photographie, du meilleur décorateur, du meilleur maquilleur, du meilleur monteur et du meilleur son[7],[8].
- Prix du cinéma européen 2018 : meilleur acteur et meilleurs costumes[9].